# ショラ・アメオビ
フォルワショラ・"ショラ"・アメオビ（Foluwashola "Shola" Ameobi, 1981年10月12日 - ）は、ナイジェリア・ザリア出身の元同国代表のサッカー選手。ポジションはフォワード。
弟のトミとサミーもプロサッカー選手。

## 経歴
ナイジェリア出身でイギリス国籍も所持しているプレーヤー。
ニューカッスル・ユナイテッドFCのユース出身で、同クラブではリーグ戦300試合以上に出場した。
2016年2月12日からシーズン終了まで、フットボールリーグ1のフリートウッド・タウンFCでプレーした。
2011年1月、グアテマラとの親善試合でナイジェリア代表に初招集された。しかしU-21イングランド代表での出場歴があるため、同年11月1日、FIFAは国籍変更を認めず、ナイジェリア代表として出場することは不可能となった。
2012年11月14日のベネズエラ戦でナイジェリア代表デビューをした。2013年9月10日のブルキナファソとの親善試合で代表初得点を挙げた。

## 代表歴

### 出場大会
- ナイジェリア代表
  - 2014 FIFAワールドカップ

### 試合数
- 国際Aマッチ 9試合 2得点（2012年-2014年）[5]

| ナイジェリア代表 | 国際Aマッチ | 国際Aマッチ |
| 年               | 出場        | 得点        |
| ---------------- | ----------- | ----------- |
| 2012             | 1           | 0           |
| 2013             | 4           | 2           |
| 2014             | 4           | 0           |
| 通算             | 9           | 2           |

## タイトル
ニューカッスル
- フットボールリーグ・チャンピオンシップ : 2009-10
- UEFAインタートトカップ : 2006